# 杨辅 (前秦)
杨辅（?—?），五胡十六国时前秦大臣。
杨辅原为左长史。385年九月，前秦皇帝苻丕以张蚝为侍中、司空，王永为侍中、都督中外诸军事、车骑大将军、尚书令，王腾为中军大将军、司隶校尉，苻冲为尚书左仆射，封西平王；又以杨辅为右仆射，左长史王亮为护军将军。386年苻丕任命命徐义为右丞相。留下王腾镇守晋阳，右仆射杨辅戍守壶关，率领四万兵众，进军到平阳驻扎。

## 延伸阅读
[在维基数据编辑]